# Camille Laurens
Camille Laurens (Lacroix-Barrez, 12 augustus 1906 - Parijs, 15 november 1979) was een Frans politicus.

## Biografie
Camille Laurens werd op 12 augustus 1906 geboren te Lacroix-Barrez in het departement Aveyron, gelegen in het zuidoosten van Frankrijk. Na de Tweede Wereldoorlog werd hij lid van de Parti Paysan d'Union Sociale (PPUS, Boerenpartij van Sociale Eenheid), sinds 1951 was hij lid van de opvolger van de PPUS, het Centre National des Indépendants et Paysans (CNIP, Nationaal Centrum van Onafhankelijken en Boeren). Van 1946 tot 1958 was hij lid van de Franse Nationale Vergadering (Assemblée Nationale) voor het departement Cantal. 
Camille Laurens was van 11 augustus tot 21 november 1951 staatssecretaris van Landbouw. Van 21 november 1951 tot 28 juni 1953 was hij minister van Landbouw.
Camille Laurens overleed op 72-jarige leeftijd.